# 金沙朗
金沙朗（韓語：김사랑，1989年8月22日—），韓国男子羽毛球運動員。

## 簡歷
2011年，金沙朗夥拍金基正參加德國羽毛球公開賽男子雙打比賽，贏得亞軍。
2012年，金沙朗夥拍金基正參加中國青島市舉行的亞洲羽毛球錦標賽，在男子雙打決賽以2比0擊敗日本選手遠藤大由/早川賢一，贏得冠軍。

### 2013年世錦賽晉四強
2013年8月，金沙朗參加中國廣州舉行的世界羽毛球錦標賽，與金基正以5號種子身分出戰男子雙打項目。他們首圈輪空，第二圈以2比0輕取中華台北的陳宏麟/呂佳彬後，第三圈又以2-1反勝隊友、12號種子的申白喆/柳延星晉級。及至半準決賽，他們面對2號種子、馬來西亞的古健傑/陳文宏，以2比0獲勝；但在準決賽與3號種子、丹麥組合玛蒂亚斯·鲍伊/卡斯腾·摩根森的對戰中，卻在領先一局下以1比2（23-21、18-21、18-21）被逆转，僅得季軍。
2015年7月，金沙朗代表韓国（安東大學校）出戰韓國光州市舉行的世界大學生運動會羽毛球比賽，贏得混合雙打銅牌，以及混合團體及男子雙打兩面金牌。

## 主要比賽成績
只列出曾進入準決賽的國際賽事成績：
| 年份   | 賽事                     | 公開賽級別 | 項目     | 拍檔         | 成績   |
| ------ | ------------------------ | ---------- | -------- | ------------ | ------ |
| 2009年 | 大阪羽毛球國際挑戰賽     | 國際挑戰賽 | 男子單打 | －           | 準決賽 |
| 2011年 | 德國羽毛球黃金大獎賽     | 黃金大獎賽 | 男子雙打 | 金基正       | 亞軍   |
| 2011年 | 韓國羽毛球黃金大獎賽     | 黃金大獎賽 | 男子雙打 | 姜志旭       | 準決賽 |
| 2011年 | 土耳其羽毛球國際賽       | 國際系列賽 | 男子雙打 | 金基正       | 冠軍   |
| 2011年 | 土耳其羽毛球國際賽       | 國際系列賽 | 混合雙打 | 李紹希       | 亞軍   |
| 2012年 | 韓國羽毛球首要超級賽     | 首要超級賽 | 男子雙打 | 金基正       | 準決賽 |
| 2012年 | 亞洲羽毛球錦標賽         | 其他       | 男子雙打 | 金基正       | 冠軍   |
| 2012年 | 亞洲羽毛球錦標賽         | 其他       | 混合雙打 | 崔惠仁       | 準決賽 |
| 2012年 | 湯姆斯盃                 | 其他       | 男子團體 | －           | 亞軍   |
| 2012年 | 泰國羽毛球黃金大獎賽     | 黃金大獎賽 | 男子雙打 | 金基正       | 準決賽 |
| 2012年 | 越南羽毛球大獎賽         | 大獎賽     | 男子雙打 | 金基正       | 準決賽 |
| 2012年 | 日本羽毛球超級賽         | 超級賽     | 男子雙打 | 金基正       | 冠軍   |
| 2012年 | 印尼羽毛球黃金大獎賽     | 黃金大獎賽 | 男子雙打 | 金基正       | 冠軍   |
| 2012年 | 印尼羽毛球黃金大獎賽     | 黃金大獎賽 | 混合雙打 | 嚴惠媛       | 準決賽 |
| 2012年 | 法國羽毛球超級賽         | 超級賽     | 男子雙打 | 金基正       | 準決賽 |
| 2012年 | 韓國羽毛球黃金大獎賽     | 黃金大獎賽 | 男子雙打 | 金基正       | 亞軍   |
| 2013年 | 德國羽毛球黃金大獎賽     | 黃金大獎賽 | 男子雙打 | 金基正       | 準決賽 |
| 2013年 | 亞洲羽毛球錦標賽         | 其他       | 男子雙打 | 金基正       | 亞軍   |
| 2013年 | 印度羽毛球超級賽         | 超級賽     | 男子雙打 | 金基正       | 準決賽 |
| 2013年 | 世界羽毛球錦標賽         | 其他       | 男子雙打 | 金基正       | 準決賽 |
| 2013年 | 中華台北羽毛球黃金大獎賽 | 黃金大獎賽 | 男子雙打 | 金基正       | 冠軍   |
| 2013年 | 韓國羽毛球黃金大獎賽     | 黃金大獎賽 | 男子雙打 | 金基正       | 冠軍   |
| 2013年 | 香港羽毛球超級賽         | 超級賽     | 男子雙打 | 金基正       | 亞軍   |
| 2014年 | 新加坡羽毛球超級賽       | 超級賽     | 男子雙打 | 柳延星       | 準決賽 |
| 2014年 | 印尼羽毛球首要超級賽     | 首要超級賽 | 男子雙打 | 金基正       | 準決賽 |
| 2014年 | 澳洲羽毛球超級賽         | 超級賽     | 男子雙打 | 金基正       | 準決賽 |
| 2014年 | 世界羽毛球錦標賽         | 其他       | 男子雙打 | 金基正       | 準決賽 |
| 2014年 | 亞洲運動會羽毛球比賽     | 其他       | 男子團體 | －           | 金牌   |
| 2014年 | 亞洲運動會羽毛球比賽     | 其他       | 男子雙打 | 金基正       | 銅牌   |
| 2015年 | 亞洲羽毛球錦標賽         | 其他       | 男子雙打 | 金基正       | 準決賽 |
| 2015年 | 蘇迪曼盃                 | 其他       | 混合團體 | －           | 季軍   |
| 2015年 | 世界大學運動會羽毛球比賽 | 其他       | 混合團體 | －           | 金牌   |
| 2015年 | 世界大學運動會羽毛球比賽 | 其他       | 男子雙打 | 金基正       | 金牌   |
| 2015年 | 世界大學運動會羽毛球比賽 | 其他       | 混合雙打 | 高我羅       | 銅牌   |
| 2015年 | 韓國羽毛球超級賽         | 超級賽     | 男子雙打 | 金基正       | 亞軍   |
| 2015年 | 法國羽毛球超級賽         | 超級賽     | 男子雙打 | 金基正       | 準決賽 |
| 2015年 | 韓國羽毛球大師賽         | 大獎賽     | 男子雙打 | 金基正       | 冠軍   |
| 2015年 | 中國羽毛球首要超級賽     | 首要超級賽 | 男子雙打 | 金基正       | 冠軍   |
| 2016年 | 馬來西亞羽毛球大師賽     | 黃金大獎賽 | 男子雙打 | 金基正       | 準決賽 |
| 2016年 | 印度羽毛球黃金大獎賽     | 黃金大獎賽 | 男子雙打 | 金基正       | 準決賽 |
| 2016年 | 泰國羽毛球大師賽         | 黃金大獎賽 | 男子雙打 | 金基正       | 亞軍   |
| 2016年 | 亞洲羽毛球團體錦標賽     | 其他       | 男子團體 | －           | 季軍   |
| 2016年 | 馬來西亞羽毛球首要超級賽 | 首要超級賽 | 男子雙打 | 金基正       | 冠軍   |
| 2016年 | 中國羽毛球大師賽         | 黃金大獎賽 | 男子雙打 | 金基正       | 亞軍   |
| 2016年 | 湯姆斯盃                 | 其他       | 男子團體 | －           | 季軍   |
| 2018年 | 韓國羽毛球大師賽         | 超級300賽  | 男子雙打 | 陳文宏       | 準決賽 |
| 2019年 | 南澳洲羽毛球國際賽       | 國際挑戰賽 | 男子雙打 | 金德永       | 冠軍   |
| 2019年 | 杜拜羽毛球國際挑戰賽     | 國際挑戰賽 | 混合雙打 | 金荷娜       | 亞軍   |
| 2019年 | 匈牙利羽毛球國際賽       | 國際挑戰賽 | 男子雙打 | 金德永       | 冠軍   |
| 2019年 | 匈牙利羽毛球國際賽       | 國際挑戰賽 | 混合雙打 | 金荷娜       | 冠軍   |
| 2019年 | 尼泊爾羽毛球國際挑戰賽   | 國際挑戰賽 | 男子雙打 | 金德永       | 準決賽 |
| 2019年 | 尼泊爾羽毛球國際挑戰賽   | 國際挑戰賽 | 混合雙打 | 金荷娜       | 亞軍   |
| 2019年 | 意大利羽毛球國際賽       | 國際挑戰賽 | 混合雙打 | 嚴惠媛       | 亞軍   |
| 2020年 | 西班牙羽毛球大師賽       | 超級300賽  | 混合雙打 | 金荷娜       | 冠軍   |
| 2021年 | 蘇格蘭羽毛球公開賽       | 國際挑戰賽 | 男子雙打 | 金基正       | 準決賽 |
| 2021年 | 威爾斯羽毛球國際賽       | 國際挑戰賽 | 男子雙打 | 金基正       | 冠軍   |
| 2022年 | 韓國羽毛球大師賽         | 超級300賽  | 男子雙打 | 金基正       | 冠軍   |
| 2022年 | 日本羽毛球公開賽         | 超級750賽  | 男子雙打 | 金基正       | 準決賽 |
| 2024年 | 泰國羽毛球公開賽         | 超級500賽  | 男子雙打 | 金基正       | 準決賽 |
| 2024年 | 泰國羽毛球國際系列賽     | 國際系列賽 | 男子雙打 | Kim Moon Jun | 準決賽 |

| 2007-2017年 | 首要超級賽 | 超級賽 | 黃金大獎賽 | 大獎賽 | 國際挑戰賽 | 國際系列賽 | 未來系列賽 | 其他 |

| 2018-2026年 | 總決賽 | 超級1000賽 | 超級750賽 | 超級500賽 | 超級300賽 | 超級100賽 | 國際挑戰賽 | 國際系列賽 | 未來系列賽 | 其他 |

### 奧運會和世錦賽參賽紀錄
|          | 搭檔   | 2013 | 2014 | 2015 | 2016 |
| -------- | ------ | ---- | ---- | ---- | ---- |
| 男子雙打 | 金基正 | 季軍 | 季軍 | 16強 | 8強  |